# Beiuș
Beiuș (in ungherese Belényes, in tedesco Bins) è un municipio della Romania di 11 149 abitanti, ubicato nel distretto di Bihor, nella regione storica della Transilvania. Fa parte del municipio anche la località di Delani.

## Storia
Da punto di vista etimologico il nome della città indica che era una regione dove c'erano molti bisonti (bölényes in ungherese significa appunto un luogo dove si incontra spesso il bisonte)
Beiuș è ricordata per la prima volta in un documento storico del 1263, dove si ricorda il fatto che la città venne rasa al suolo e bruciata nel 1241 durante un'invasione Mongola.
Durante la dominazione Austroungarica, tra la fine del XVIII e i primi del XX secolo, in un periodo nel quale la popolazione romena godeva di minimi diritti politici e di una rappresentatività quasi nulla, Beiuș fu il più importante centro per lo studio della Lingua rumena della Transilvania.